# セコバルビタール
セコバルビタール（Secobarbital）は、短時間作用型のバルビツール酸誘導体で、1934年にアメリカ合衆国で特許が取得され販売されている。麻酔作用、抗痙攣作用、抗不安作用、鎮静作用、催眠作用を有する。イギリスでは、キナルバルビトン（Quinalbarbitone）として知られていた。米国内の医師幇助自殺で最も頻繁に使用されている薬物である。睡眠薬としては時代遅れのものと見做されており、大部分の用途はベンゾジアゼピン系薬剤に置き換えられている。

## 効能・効果

### 日本
- 不眠症
- 麻酔前投薬
- 全身麻酔の導入
- 不安緊張状態の鎮静

### 海外
- てんかんの治療
- 不眠症の一時的な治療
- 痛みの少ない短時間の手術、診断または治療における、麻酔および抗不安を齎す術前投薬

## 禁忌
次の患者には禁忌である。
- バルビツール酸系化合物に対し過敏症の患者
- 急性間歇性ポルフィリン症の患者

原則禁忌
- 心障害を有する患者
- 肝障害または腎障害を有する患者
- 呼吸機能の低下している患者
- 薬物過敏症の患者

## 副作用
重大な副作用として、
- 皮膚粘膜眼症候群
- チアノーゼ、呼吸抑制
- 薬物依存

が挙げられている。その他、0.1%以上の患者に、発疹等の過敏症、悪心・嘔吐 、眠気、頭重感、めまい、脈拍異常、興奮、腱反射亢進、痙攣、口渇が現れる。

## 離脱症状
心理的な中毒を引き起こす可能性があり、長期間使用時に身体的な依存を生じる。離脱症状には以下のものがある。
- 不安
- 不眠症
- 食欲不振
- 痙攣発作
- 振戦
- 禁断症状による死亡の可能性

## 安楽死への利用
オランダでは安楽死手段の一つ（ペントバルビタールまたはセコバルビタール15gを含む濃縮シロップ100mlの経口摂取）として用いられているが、近年はこの手段を選択した人は15%に過ぎず、残りは医師による別の薬物の静脈内投与を選択している。
米国では、1998年からオレゴン州、2008年からワシントン州、2013年からバーモント州の医師による死への幇助に関する法律の下で、セコバルビタールとペントバルビタールが最もよく処方される薬物となっている。
2017年からはカナダでも医師幇助自殺に使用される。 
馬や牛の安楽死にも使用される。
LD50は125mg/kg（ラット、経口）、267mg/kg（マウス、経口）と報告されている。

## 参考資料
1. 1 2  Lexi-Comp. “Secobarbital”. 2007年12月2日時点のオリジナルよりアーカイブ。2007年12月2日閲覧。
2. ↑  US patent 1954429, Shonle, H. A., "Propyl-Methyl Carbinyl Allyl Barbituric Acid and its Salts", issued 1934-04-10,  assigned to Eli Lilly
3. 1 2  “注射用アイオナール・ナトリウム（0.2）”. www.info.pmda.go.jp. 2022年1月13日閲覧。
4. ↑  “Hulp bij zelfdoding(Dutch)”. Oncoline (2010年7月29日). 2016年6月29日時点のオリジナルよりアーカイブ。2016年6月29日閲覧。
5. ↑  Croonen, Heleen (2010年4月1日). “Euthanasiedrank verliest terrein(Dutch)”. Medisch contact. 2022年1月13日閲覧。
6. ↑  “Implementing a Death with Dignity program at a comprehensive cancer center”. The New England Journal of Medicine 368 (15):  1417–24. (April 2013). doi:10.1056/NEJMsa1213398. PMID 23574120.
7. ↑  “Oregon's Death with Dignity Act 2013 Report”.   Oregon Health Authority (2014年1月28日). 2014年11月18日時点のオリジナルよりアーカイブ。2014年11月18日閲覧。
8. ↑  “Five years of legal physician-assisted suicide in Oregon”. The New England Journal of Medicine 348 (10):  961–4. (March 2003). doi:10.1056/NEJM200303063481022. PMID 12621146.
9. ↑  Bryden, Joan (2017年11月17日). “Newly Available Drug Secobarbital Could Boost Number of Self-Administered Assisted Deaths”. CBC
10. ↑  NIH. “Secobarbital - Human Health Effects”. 2018年2月22日時点のオリジナルよりアーカイブ。2018年2月22日閲覧。